# Морські перевезення етилену та етану

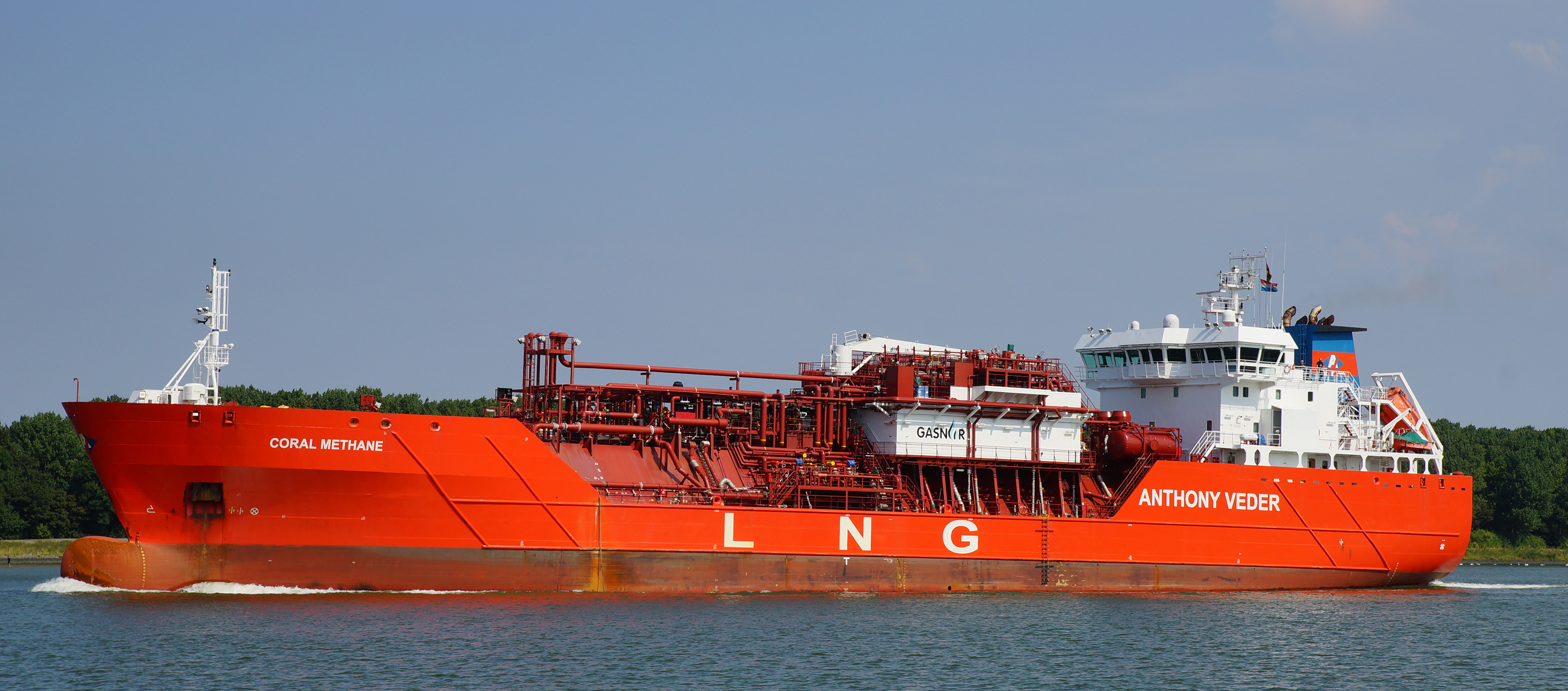
Багатоцільовий газовий танкер Coral Methane нідерландської компані Antony Veder (споруджений на польській верфі Gdanska Remontowa)

Етилен є наймасовішим продуктом органічної хімії, який зокрема використовується для виробництва поліетилену, полівінілхлориду, етиленгліколю та полістіролу. Споживання цього проміжного продукту традиційно тяжіє до місць виробництва, як наслідок світова торгівля етиленом станом на середину 2010-х років складає лише близько 15 % від виробництва. Втім, у абсолютних величинах це становить більш ніж 20 млн тонн.
Для обслуговування цього вантажопотоку починаючи з 60-х років створили флот спеціалізованих танкерів. Окрім етилену всі вони здатні перевозити етан (температури кипіння цих речовин близькі та складають −104 та −89 °C відповідно), проте з комплексу економічних причин тривалий період часу морське транспортування етану обмежувалось невеликими обсягами між портами Північного моря. Лише на початку 2010-х років у зв'язку із «сланцевою революцією» в США з'явились перспективи масштабних морських перевезень етану, для чого створюються відповідні потужності.

## Судна для транспортування етилену та етану
Станом на осінь 2016 року для перевезень етилену та етану у світі було споруджено або замовлено не менше 285 суден, в тому числі 30 що мають спеціалізуватись у перевезеннях саме етану. Із них 8 замовлень скасовано через нездатність верфі виконати свої зобов'язання. Завершено спорудженням не менше 240 одиниць, в тому числі 5 що мають спеціалізуватись на етані.

## Компанії, що займаються перевезеннями етилену та етану
Серед країн, судновласники яких замовили етиленові танкери на початку розвитку цієї галузі, можна назвати Мексику, Фінляндію, Іспанію. Проте далі одиничних замовлень справа не пішла. Французи, піонери у даній сфері, обмежились трьома експериментальними суднами для компанії Gasocean, останній з яких завершили будівництвом аж у 1971 році.
У Великій Британії займалась перевезеннями етилену компанія Gibson Gas Tankers, яка на додачу до споруджених на вітчизняних верф'ях двох танкерах побудови 1966 року (використовувались до 1972-го) в подальшому придбала три судна німецької конструкції з поставкою у 1971, 1972 (продані у 1992) та 1987 роках. Останній і найбільш сучасний танкер цієї компанії було продано у 1997 році норвезькій Skaugen.
Японські корабели спорудили не менше 20 етиленових танкерів для вітчизняних судноплавних компаній, крім того останні придбали ще 3 судна, створені на верф'ях Нідерландів, Італії та Південної Кореї. Втім, з них 11 були спорудженні на самому початку розвитку цього виду газових танкерів і лише два у 21 столітті. Крім того 17 із 23 суден мали вантажомісткість, що не перевищувала 1543 м³.
В підсумку найбільш активними експлуатантами танкерів для перевезення етилену (а тепер і етану) стали моряки із ряду країн східного узбережжя Північного моря, а також Італії. 

### Норвегія
На початку розвитку індустрії транспортування етилену цілий ряд норвезьких судноплавних холдингів завів власне судно цього типу. Першим був Einar Bakkevig, що отримав у 1966 корабель «Lincoln Ellsworth», та в подальшому доповнив його судами «Roald Amundsen» (1971) і «Einar Tambarskjelve» (1983). В 1971 танкер «Bow Elm» з'явився у групи Odfjell, наступного року Westfal-Larsen та Smedvig обзавелись відповідно «Hardanger» та «Vestri» (останнє вантажомісткістю 12000 кубічних метрів — показник, що був перевершений лише у 1998 році), у 1979 до них приєдналась Helge R. Myhre (група Kvaerner) із «Helice», а 1984-го отримала від верфі судно «San Francisco» група Ivarans. Два судна надійшли у розпорядження Ole Schrøder — «Osco Beduin» (1979) та «Osco Cecilia» (1983). Судновласник Bergesen у 1977—1978 роках отримав танкери «Heros» та «Hera» (однотипні із «Vestri», побудованим кількома роками раніше для Smedvig). Найбільший же флот етиленових танкерів протягом цього періоду створила Langfeldts Rederi, яка з 1976 по 1982 стала власником цілого ряду суден, названих на честь видатних мандрівників — «Vasco da Gama», «Magellan», «Admiral Cabral», «Fridjtof Nansen» та «Marco Polo».
Надалі у 80-90-х роках відбулась концентрація цього флоту. За виключенням «Fridjtof Nansen», проданого турецькій компанії, та «Osco Cecilia», яке перейшло у власність алжирської нафтогазової компанії Sonatrach, всі інші судна опинились у розпорядженні двох власників.  Однотипні  «Vestri», «Heros» та «Hera» продовжили свою роботу у флоті компанії Solvang, тоді як компанія Laboremus (група Einar Bakkevig) скупила у 6 судновласників 9 етиленових танкерів. При цьому з 1982 року Einar Bakkevig входила до пулу Norgas, створеного для спільної експлуатації флоту газових танкерів п'ятьма норвезькими компаніями. Провідні позиції в альянсі зайняла I.M. Skaugen, яка у 1989 поглинула Bakkevig. Відтоді всі судна пройшли перейменування та отримали назву, що починалась із Norgas. Для посилення флоту Norgas етиленові танкери скупались не лише у норвезьких компаній: від бельгійської Exmar отримали «Coral Temse» (у 1988), у німецьких судновласників придбали «Chemtrans Wega» та «Chem Olefine» (1990 та 1991 відповідно). Окремі танкери працювали у пулі не переходячи у власність норвежців. Так, у 1988—1993 під назвою «Norgas Explorer» тут експлуатувалось німецьке судно «Beatrice». Танкер «Teviot» плавав у пулі до 1997 як власність англійської Gibson Gas Tankers, після чого все-таки був викуплений та продовжив свою роботу під назвою «Norgas Teviot». Нарешті, в 1990-91 Norgas отримав від верфі Brand Werft дві новобудови. Втім, крім поповнення флоту були і протилежні випадки: у 90-х роках продали чотири танкери, в тому числі три з найменшою вантажомісткістю. Враховуючи, що перший у норвезькому флоті етиленовий танкер «Lincoln Ellsworth» був проданий бразильцям ще у 1983 (тобто до поглинання Einar Bakkevig), станом на кінець 20 століття флот Norgas включав 13 суден здатних перевозити етилен.
На початку 21 століття Norgas приступила до масштабної програми з оновлення флоту. У 2000 році I.M. Skaugen створила партнерство з американською корпорацією GATX для будівництва шести танкерів — кожна сторона придбавала по 3 судна для подальшої експлуатації під егідою Norgas. Поставку суден здійснили у 2002—2003 роках. Через кілька років партнерство було подовжене на нову програму, що передбачала будівництво чотирьох танкерів, які ввійшли в стрій у 2010—2011. Іншим партнером стала компанія Teekay LNG Partners, у співробітництві з якою протягом 2009—2011 були збудовані 5 суден для транспортування етилену. Частка у трьох із них належить і Бахрейну в особі Національної нафтогазової адміністрації (на пошану до цієї країни судно, яке первісно планувалось назвати «Norgas Vision», в підсумку стало «Bahrain Vision»).
Поповнення флоту новобудовами дозволило вивести з експлуатації старі судна, вік багатьох з яких на момент вибуття перевищував 30 років. З 2004 по 2014 було відправлено на злам 11 танкерів (щоправда, побудований аж у 1971 році «Bow Elm» через гарний стан корпусу і механізмів замість зламу був переобладнаний новим власником на суховантажник та під різним назвами продовжив роботу у східній Азії). Ще два відносно молоді (22-23 роки) судна продали новим власникам. Таким чином, флот Norgas пройшов повне оновлення, так що станом на 2016 рік його найстаріший етиленовий танкер мав вік 14 років.
Компанія Solvang, яка, як згадувалось, сконцентрувала у своєму володінні три танкери з найбільшою на той час вантажомісткістю 12000 м³, приступила до оновлення флоту в кінці 90-х. При цьому вона все так же цікавилась суднами великої місткості. У 1998 та 1999 на її замовлення спорудили два танкери по 12600 м³ (втім, на відміну від попередників вони залишались найбільшими у своєму класі лише два роки, до появи серії суден компанії Navigator Gas із об'ємом 22085 м³).  А у 2007—2008 Solvang отримала ще 4 етиленових танкери по 17000 м³. Старі ж судна були поступово виведені з експлуатації, останнє 2010 року. Таким чином, і ця компанія із Норвегії повністю оновила флот для перевезення етилену, до того ж збільшивши його в два рази.
Ще одним норвезьким власником великого флоту етиленових танкерів певний час була група Bergesen. Вона приступила до його створення пізніше за інших судновласників з цієї скандинавської країни, зате у 1981—1985 отримала від верфі Moss Rosenberg одразу п'ять танкерів. Всі вони, як і подальші поповнення флоту, мали назву що починалась з Igloo. У 1987 до них додались «Igloo Moon» та «Igloo Star», які первісно призначались для газового пулу Gaschem та на етапі спорудження німецькою верф'ю Siag Nordseewerke носили назви «Gaschem Moon» та «Gaschem Star». Також німецької конструкції (верфі Brand Werft) були ще два судна, які надійшли у розпорядження пулу Igloo на самому початку 90-х років. Проте у 1999-му їх власник компанія Harpain вийшла із спілки та невдовзі передала танкери до тільки що згаданого пулу Gaschem, так що тепер «Igloo Tana» та «Igloo Bergen» змінили першу частину своєї назви та отримали приставку Gaschem. У тих же 90-х відбулось ще дві події, що поповнили флот Igloo. Два судна придбали в 1995 році у компанії Maersk, яка вирішила вийти із сегменту перевезень етилену. А у 1998 році до пулу вступила бельгійська Exmar із своїми трьома танкерами, спорудженими за кілька років до того в Італії. Останні втім певний час зберігали свої назви «полярної» серії — «Polar Belgica», «Polar Endurance», «Polar Discovery».
Новий етап у розвитку підконтрольного групі Bergesen флоту етиленовозів розпочався 2004-го, коли також норвезька компанія Camillo Eitzen перебрала контроль над пулом та викупила у Bergesen 7 танкерів. Новий пул отримав дещо змінене найменування Sigloo, а судна — відповідне коригування у назвах. Через два роки Eitzen викупила останні акції та стала 100 % власником компанії. Тоді ж у її власність перейшли всі інші судна пулу, включаючи Exmar-івські, які нарешті змінили «полярну» приставку на Sigloo. Втім, участь даної групи у бізнесі перевезення етилену була недовгою. Сконцентрувавши контроль над 12 танкерами, вона почала шукати нового партнера, яким у 2009 стала згадувана вище Solvang.

### Данія
У 2010 контроль над флотом етиленовозів норвезької компанії Camillo Eitzen викупила французька JACCAR Holding (остаточно у 2013, коли була досягнута угода з Solvang), яка перейменувала Eitzen Gas на Evergas. Можливо відзначити, що комерційна штаб-квартира групи Camillo Eitzen знаходилась у Данії, там же були зареєстровані юридичні особи, через які здійснювалось володіння газовими танкерами. Так що наразі власник етиленового флоту Evergas позиціонується саме як данська компанія.
Втім, зміни у складі власників складали лише один аспект історії флоту колишнього пулу Igloo. Іншим стала масштабна програма оновлення. Протягом 2013—2014 років до ладу стали 8 однотипних етиленових танкерів вантажомісткістю 12000 м³, споруджених в Китаї на верфі Sinopacific Offshore&Engineering. Крім того, там же замовили 6 суден для перевезення етану, які першими в світі повинні були розпочати обслуговування далеких морських перевезень цього газу із США до Європи. Основним замовником, як очікується, буде хімічний гігант INEOS, тому назви танкерів починаються з відповідної приставки. Судна типу Dragon із об'ємом резервуарів 27500 м³ почали ставати до ладу з кінця 2015 року, а у березні 2016 із рейсом «INEOS Intrepid» відкрилась епоха трансокеанських перевезень етану. Невдовзі після початку будівництва серія була розширена до 8 одиниць (щоправда, дві додаткові замовили на верфі Yangzijiang Shipbuilding через фінансові проблеми попереднього будівника). Ще одна китайська компанія, JHW Engineering & Contracting, повинна спорудити 4 судна дещо збільшеної тоннажності — 32000 м³. Враховуючи, що судна типу Dragon виконані як багатоцільові, після надходження збільшеної модифікації частину перших танкерів планується використовувати для обслуговування потенційного ринку перевезень невеликих партій ЗПГ.
Таким чином, станом на середину 2016 року компанія Evergas ввела в експлуатацію 12 сучасних суден для перевезення етилену/етану, ще 8 знаходяться на стадії будівництва. Це дозволило провести списання старих одиниць — у 2009—2012 відправили на злам або продали іншим власникам 11 танкерів, і лише «Sigloo Hav» (колишній «Gudrun Maersk» побудови 1989 року) ще продовжував працювати.
Іншою данською компанією, що займає одні з провідних місць у галузі транспортування етилену, є Lauritzen Kosan. На відміну від попередніх, вона ввійшла на ринок перевезень етилену лише на початку 21 століття. Як наслідок, станом на 2016 рік її флот складається з 11 суден, перше з яких стало до ладу у 2007 році. Сім із них відносяться до одного типу з вантажомісткістю 8000 м³. Ще два таких же судна були придбані компанією Allocean (спершу належала австралійській Allco Group, котра внаслідок обтяження боргами продала її лондонській Lomar Corporation, що контролюється грецькою родиною Логофетіс). Остання передала їх під операційне управління тій же Lauritzen Kosan. Всього ця серія суден мала включати 10 одиниць, проте одна, для якої вже підібрали назву «Marianna Kosan», була уступлена Nanjing Tanker і стала першим китайським етиленовим танкером під найменуванням «Peng Shun».
Також через Данію здійснює свої операції з флотом газових танкерів чилійська компанія Ultranav, яка володіє зареєстрованою в Копенгагені Ultragas. Першим судном для перевезення етилену у цієї компанії стало придбане у 1995 році «Happy Girl», доповнене 2002-го також вживаним танкером «Happy Harrier» («Tarquin Trader»), придбаним під час розпродажу власності британської компанії Tarquin Gas Carriers. Втім, основний розвиток етиленового флоту Ultragas пов'язаний з її участю у пулі Unigas, куди також входять німецькі компанії Schulte Group та Sloman Neptun.

### Німеччина
Згаданий вище пул Unigas створили аж у 1969 році, проте тривалий період часу його учасники практично не займались перевезеннями етилену — у 20 столітті окрім згаданого вище танкеру чилійсько-данської компанії лише Sloman Neptun мав ще одне судно побудоване у 1988 році. Зате починаючи з 2000 року на замовлення учасників пулу було збудовано 17 етиленових танкерів — 7 для Schulte Group, 6 для Sloman Neptun та 4 під контролем Ultragas. Ще 3 одиниці, по одній для кожної компанії, станом на 2016 рік знаходяться на стадії будівництва та очікуються найближчим часом.
Іншим значним пулом з німецькими учасниками є Gaschem, в якому найбільшим гравцем виступає компанія  Hartmann. Вона почала створювати свій флот етиленових танкерів у середині 80-х років, та у 1993-му довела його до 8 одиниць. На початку 21 століття до неї приєдналась Harpain із 2 суднами, побудованими на початку 90-х років, які встигли до того попрацювати у пулі Igloo. Ще два судна, споруджені у 1995 для норвезької групи John Fredriksen, були викуплені  Harpain в 2005-му. Тоді ж 2 етиленовози надала компанія Bernhard Schulte, більш відома своєю участю у іншому пулі Unigas. Втім, після продажу останніх суден у 2010 та 2012 роках під управлінням Gaschem залишились лише танкери Hartmann та Harpain. Як і багато інших компаній, що працюють на перевезеннях етилену, учасники Gaschem у 2000-х роках приступили до повного оновлення флоту. На замовлення Hartmann румунська верф Severnav спорудила 9 танкерів, тоді як її партнер отримав 5 нових суден, віддавши при цьому перевагу німецькій Meyer Werft. Водночас відбувався продаж старих танкерів, в результаті чого станом на 2016 рік у розпорядженні Gaschem опинилось 19 суден для транспортування етилену, з яких 14 новобудови. 

### Нідерланди
Одним із найбільших флотів етиленових танкерів володіє нідерландська Anthony Veder. Перше таке судно «Prins Johan Willem Friso» було отримане нею від вітчизняної Frisian Shipyard у 1989 році. Два наступні замовили через десять років вже у китайської судноверфі, у 2006—2008 придбали три судна італійської побудови, а у 2009 отримали етиленовоз від польської  Gdanska Remontowa. На початку 2010-х ця компанія вирішила поповнити свій флот для перевезення етилену більш значною серією суден від китайських корабелів: у 2012—2014 від Avic Dingheng Shipbuilding надійшло 6 танкерів. Крім того, не відмовлялись і від придбання суден в інших судноплавних компаній: у 2000-му викупили два етиленових танкери при розпродажу майна збанкрутілої британської Tarquin Gas Carriers, 2010-го придбали одне судно у відомої в галузі перевезень ЗПГ компанії Teekay, а в 2015-му взяли два етиленовози від італійської L.G.R. di Navigazione S.p.A. В підсумку станом на 2016 рік у Anthony Veder зібралось 18 суден для транспортування етилену, так що за цим показником вона поступалась лише німецькій Gaschem (втім зазначимо, що вантажомісткість суден нідерландської компанії не перевищувала 8000 м³).

### Італія
За межами регіону Північного моря спробу створити значний флот етиленовозів зробили італійці. Компанія Stargas протягом 1988—1994 отримала 6 суден місцевої побудови, крім того, у німецької Schulte Group придбали два старих газовози, споруджених у 70-х роках (щоправда, один перепродали вже у 1993-му). В той же час на замовлення Mediterranea di Navigazione італійські верфі спорудили 4 етиленових танкери. У 1997 році ці дві компанії ввійшли до пулу Medgaspool, який через два роки створив ще більший альянс із німецьким GasChem. В подальшому становище компанії Stargas погіршилось, вона була змушена у 2000 та 2004 продати два танкери, ще один відправили на злам за технічним станом. 2003 року Stargas покинула Medgaspool, а у 2008-му продала останні чотири етиленовози норвезьким інвесторам із DnB Nor, отримавши їх втім назад під управління на умовах бербоат-чартеру. Проте вже у 2011 році всі вони були розпродані за борги нового судновласника, і на цьому історія флоту етиленових танкерів у власності чи під управлінням Stargas завершилась.
Тим часом Mediterranea di Navigazione продовжувала поповнювати свій флот, отримавши за 1998—2003 ще чотири судна (всі роботи італійських корабелів, причому три з них — новобудови). Замість розпущеного пулу був створений новий під назвою GasmarePool, який відповідно співпрацював із німецькими партнерами в рамках GasChem-GasMare Pool. В подальшому у складі учасників відбулись певні зміни, проте вони не призвели до зменшення працюючого в межах угоди флоту — Mediterranea di Navigazione продала всі свої кораблі компанії Synergas/Gasmare Synergy, знов ввійшовши через кілька років до складу її власників. Надалі Mediterranea di Navigazione отримала у 2011—2012 роках ще два етиленовози, замовлені вперше за межами Італії — у В'єтнамі. А за рік до того Gasmare Synergy отримала права на два корпуси, які залишились недобудованими на польській Gdansk Shipyard внаслідок банкрутства італійської компанії Cantieri Navale di Pesaro. Проте в підсумку цими корпусами зайнялась фірма з Ліворно Gas&Heat, основним видом діяльності для якої є виробництво обладнання для ЗПГ-танкерів. Морські перевезення є для неї непрофільні, але оскільки газовози будувались як багатоцільові (тобто з розрахунку в тому числі й на транспортування ЗПГ), компанія була зацікавлена у їх добудові. Одне судно завершили там же у Польщі, інше — в Туреччині разом із Besiktas Shipping. Обидва танкери ввійшли до складу GasmarePool, внаслідок чого в його розпорядженні опинилось 12 етиленових танкерів. Разом із кораблями німецького пулу у розпорядженні GasChem-GasMare станом на 2016 рік є 31 етиленовоз, що робить цю спілку найбільшим учасником даного ринку за числом кораблів.

### Компанії, що ввійшли на ринок перевезень у 21 столітті
На початку 21 століття на зростаючий ринок транспортування етилену, до якого трохи пізніше додалась перспектива широкомасштабних перевезень етану, почали входити нові суттєві учасники. Перш за все треба відзначити зареєстровану у Лондоні компанію Navigator Gas, інвестором якої виступає американський фінансист Вілбур Росс. У 2000 році Navigator Gas отримала 5 тільки що збудованих етиленових танкерів рекордною на той час вантажомісткістю 22085 м³, а у 2014—2015 доповнила їх ще п'ятьма суднами практично такого ж розміру. Крім того, компанія збирається стати одним з піонерів та лідерів у галузі перевезень етану до Європи, для чого замовлено чотири етановози із об'ємом резервуарів 37000 м³ (перший став до ладу у 2016 році).
Іншою компанією, що запланувала стрімкий вихід на ринок етиленових танкерів, стала грецька Eletson. У 2015—2016 вона отримала від південнокорейської верфі Hyundai Mipo Dockyard 5 суден середнього розміру (12000 м³). Крім того, у китайської компанії Sinopacific Offshore&Engineering розмістили замовлення на ще 5 більших танкерів по 22 000 м³. Проте важке фінансове становище останньої призвело до зриву виробничої програми. Станом на кінець 2016 року замовлення скоротили до 2 одиниць, проте висловлюються сумніви у тому, що навіть вони будуть добудовані. 
Ще сильніше проблемі цієї китайської верфі вплинули на норвезьку Odfjell Gas Carriers. Вона є власником побудованих у 2008 двох етиленових танкерів, але планувала кардинально збільшити свій флот, для чого замовила у Sinopacific вісім суден із вантажомісткістю 17 000—22 000 м³ (по чотири кожного типу). Весною 2016 замовлення на серію менших суден було скасовано. Водночас норвежці все-таки розраховують отримати інші чотири танкери.
Серед інших судновласників можливо відзначити індійську Reliance Industries. Вона вирізняється тим, що має профільний нафтохімічний бізнес, а отже судна обслуговують вантажоперевезення для власних потреб. У 1991 році ця компанія вже придбала 3 танкери для транспортування етилену, проте значно суттєвішим є її рішення замовити шість надвеликих етанових танкерів, що мають доставляти американський сланцевий газ для індійських крекінг-установок. Замовлення розмістили у 2014 році на верфі Samsung Heavy Industries, у жовтні 2016-го відбулась церемонія «хрещення» перших двох суден.

## Катастрофи і аварії із суднами, що можуть транспортувати етилен

### Катастрофи
28 квітня 1990 року сталася пожежа на етиленовому танкері «Val Rosandra» вантажомісткістю 3990  м³. Судно, побудоване у 1980-му на італійській верфі C.L.E.M.N.A. в Ла Спеції під назвою «Capo Azzurro», станом на момент пригоди належало компанії Cispa Gas Trasporti SpA та розвантажувало в порту Бріндізі 2250 тон охолодженого до -47 градусів пропілену. Сильний вибух у приміщенні компресорної станції одночасно пошкодив танк № 3, випаровування пропілену з якого призвело до тривалої пожежі. Судно відбуксирували до кордону акваторії порту, де продовжували його моніторинг з безпечної відстані. Через певний час на інших чотирьох танках були підірвані заряди, які дозволили розпочати випалювання всього залишкового вантажу. За три тижні після вибуху судно відбуксирували у відкрите море, де 8 червня 1990 року, через 41 день після початку інциденту, його затопили за допомогою вибухових зарядів на корпусі.  
У січні 1994 року біля південного узбережжя Португалії потрапив у важку ситуацію танкер «Red Star» (до того «Gas Tarraco», до того «Sant Jordi», споруджений у 1977 на іспанській верфі Ruiz de Velasco), який слідував із повним вантажем бутану. Внаслідок шторму відбулось затоплення машинного приміщення, і після зняття з судна всього екіпажу воно затонуло.

### Аварії
26 вересня 2012 року етиленовий танкер «Norgas Cathinka» у водах Південно-Східної Азії зіткнувся з  індонезійським поромом   Bahuga Jaya, внаслідок чого останній затонув. Інцидент призвів до загибелі одного члена команди та 7 пасажирів порому. Поки йшло розслідування, влада Індонезії утримувала судно та екіпаж 6 місяців.